# José Escuredo
José Antonio Escuredo Raimóndez (Sant Gregori, 19 januari 1970) is een voormalig Spaans baanwielrenner, gespecialiseerd in de 1km tijdrit, keirin, sprint en de teamsprint. Hij nam deel aan de Olympische Spelen van 1996, 2000 en 2004 en won hierbij een zilveren medaille.

## Belangrijkste resultaten
1991
- Middellandse Zeespelen, sprint
- Middellandse Zeespelen, 1km tijdrit

2000
- wereldkampioenschappen baanwielrennen, teamsprint (samen met José Antonio Villanueva en Salvador Melia)

2004
- wereldkampioenschappen baanwielrennen, keirin
- wereldkampioenschappen baanwielrennen, teamsprint (samen met José Antonio Villanueva en Salvador Melia)
- Olympische Zomerspelen, keirin

2006
- wereldkampioenschappen baanwielrennen, keirin